# 六合之战 (1206年)
六合之战，1206年（宋宁宗开禧二年、金章宗泰和六年）十一月，南宋军队在六合（今江苏省南京市六合区）击败金朝军队的作战。
1206年十月，金朝左副元帅仆散揆统兵九路攻打宋朝。十月，仆散揆军从八迭浦渡淮河，南宋涡口（今安徽省怀远县东北）守将不战而逃。金军长驱直入，濠州（今安徽省凤阳县东北）、滁州等地相继失守。在楚州（今江苏省淮安市）与金军对峙的南宋镇江副都统制毕再遇陷入被动。毕再遇率兵一部进驻江防要塞六合。金军抵达距六合二十五里的竹镇，毕再遇偃旗息鼓，在南门设伏，在城下安排弓弩手，金军抵达城壕，宋军弓弩齐发，旗鼓并举，伏兵突出，金军大败。金将完颜蒲辣都率骑兵十万，进驻成家桥、马鞍山（六合北）后，围城数重，企图烧坝木、決壕水，被宋朝守军以劲弩射退。纥石烈子仁与完颜蒲辣都会师，集兵攻城。城中箭矢用尽，毕再遇派人举青盖在城上走动，金军以为是守城主将，于是争着射击，宋朝获得二万余支箭。金军攻城加紧，毕再遇率兵依靠城池拒守，再出奇兵扰金军，使金军不得休息，于是引兵撤退。毕再遇率部追击，追至滁州，遇到雨雪才撤军回师。